# Albert Ancel
Pour les articles homonymes, voir Ancel.
Albert Ancel, né le 4 octobre 1844 à Paris et mort le 11 novembre 1901 à l'Île-aux-Moines, est un homme politique français.

## Biographie
Albert Daniel Ancel est le neveu de Jules Ancel. Propriétaire, maire de Bouchamps-lès-Craon, il est conseiller général du canton de Craon du 8 octobre 1871 au 12 août 1883.
Il est député de l'arrondissement de Château-Gontier du 20 février 1876 au 4 octobre 1885.
Il est élu aux Élections législatives de 1876. Il est l'un des 158 députés qui votèrent l'ordre du jour de confiance demandé par le ministère de Broglie lors de la crise du 16 mai 1877.
Il est réélu aux Élections législatives de 1877 et aux Élections législatives de 1881. Il siége à droite.

## Sources
- « Albert Ancel », dans Adolphe Robert et Gaston Cougny, Dictionnaire des parlementaires français, Edgar Bourloton, 1889-1891 [détail de l’édition]